# آنتونیوس پپانوس
آنتونیوس پپانوس (یونانی: Αντώνιος Πέπανος، زاده ۱۸۶۶ - درگذشته ۱۹۱۸) شناگر اهل کشور یونان بوده است.
از افتخارات وی میتوان به کسب مدال نقره ۵۰۰ متر آزاد در بازی‌های المپیک تابستانی ۱۸۹۶ اشاره کرد.